# Grace Paley
Pour les articles homonymes, voir Paley (homonymie).
Compléments
Académie américaine des arts et des lettres, Académie américaine des arts et des sciences
Grace Paley, née Grace Goodside le 11 décembre 1922 dans le Bronx (New York) et morte le 22 août 2007 à Thetford (Vermont), est une écrivaine américaine, auteure de nouvelles et de poésie, et une militante politique.
Elle joue notamment dans le film Milestones de Robert Kramer (1975).
Elle a co-rédigé la Déclaration d'unité (Unity Statement),  contribution majeure de la Women's Pentagon Action

## Œuvres traduites en français
- Énorme changement de dernière minute [« Enormous Changes at the Last Minute »], nouvelles, trad. de Sylvie Grandtier, Paris, Éditions Recherches, 1982, 167 p.  (ISBN 2-86222-026-4)
- Les Petits Riens de la vie [« The Little Disturbances of Man »], nouvelles, trad. de Claude Richard, Marseille, France, Éditions Rivages, coll « Littérature étrangère », 1985, 171 p.  (ISBN 2-903059-59-4)
- Plus tard le même jour [« Later the Same Day »], nouvelles, trad. de Claude Richard, Marseille, France, Éditions Rivages, coll « Littérature étrangère », 1986, 169 p.  (ISBN 2-903059-91-8)
- C'est bien ce que je pensais [«  Just as I thought »], articles, trad. de Suzanne V. Mayoux, Paris, Éditions Rivages, coll « Littérature étrangère », 1999, 272 p.  (ISBN 2-7436-0470-0)
- Nouvelles [« The collected stories »], trad. de Claude Richard et Sylvie Granotier, révisée par Catherine Texier, Paris, Éditions Payot & Rivages, 2009, 445 p.  (ISBN 978-2-7436-1981-7)

## Sur l’auteur
- Noëlle Batt, Grace Paley. Conteuse des destins ordinaires, Paris, Éditions Belin, coll « Voix américaines », 1998, 127 p.  (ISBN 2-7011-2344-5)